# Mapa del Metro de Londres

Mapa del Metro de Londres e infraestructuras ferroviarias complementarias

El mapa del Metro de Londres es el diagrama esquemático que representa las líneas, estaciones y zonas del sistema del Metro de Londres, Inglaterra. Al igual que cualquier otro diagrama esquemático, no muestra la posición geográfica sino que la posición relativa de las estaciones a lo largo de las líneas, las relaciones conectivas entre estaciones y sus localizaciones en zonas tarifarias. Los conceptos básicos de diseño han sido ampliamente adoptados por los mapas de otras redes de transporte alrededor del mundo, especialmente en los que se requiere de una representación topológica más que geográfica.

## Historia

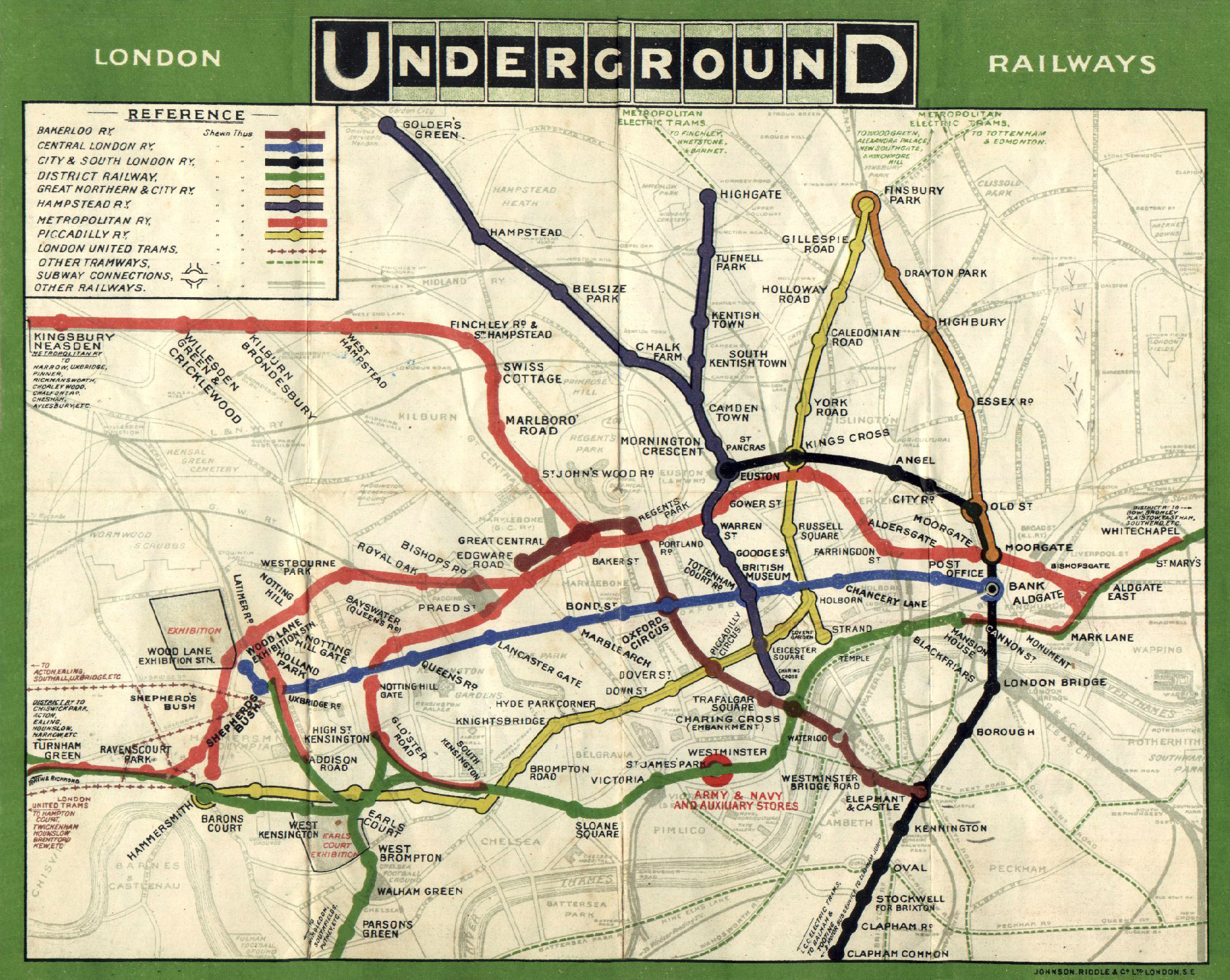
Mapa del Metro de Londres de 1908.

Las diferentes líneas de metro fueron controladas por distintas compañías y no se produjo un mapa oficial unificado hasta 1906, cuando el magnate estadounidense Charles Tyson Yerkes unificó las vías y las operó bajo la marca "Underground".
Los primeros mapas del metro fueron geográficamente correctos, y además mostraban calles y otros elementos locales. Las líneas no poseían siempre los mismos colores: por ejemplo, la Central Line era azul de 1908, amarilla en 1926, y naranja en 1932, y con el paso del tiempo se fueron eliminando detalles como las calles.
La edición de 1932 fue la última edición del mapa basado en las posiciones geográficas, antes de que el ya conocido estilo de mapa fuera introducido. Sin embargo, los mapas de autobuses de Transport for London muestran las rutas actuales como líneas rojas.

### Los mapas de Beck

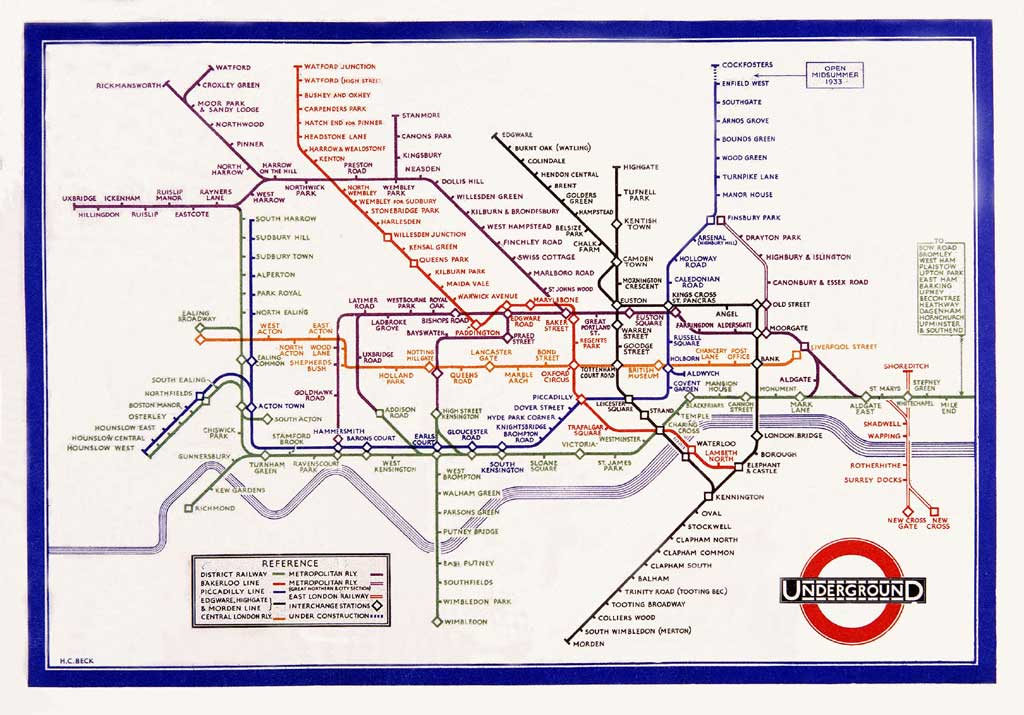
Mapa del Metro de Londres diseñado por Harry Beck (1933).

El primer mapa diagramático del Metro de Londres fue diseñado por Harry Beck en 1931. Beck era un empleado del Metro que notó que debido a que la mayoría del ferrocarril corría bajo tierra, las ubicaciones físicas de las estaciones eran irrelevantes para el viajero que buscaba cómo llegar de una a otra estación. Este acercamiento es similar al de los diagramas de circuitos eléctricos; como esa no era la inspiración del diagrama de Beck, sus colegas señalaron las similitudes y él mismo creó un mapa de broma con las estaciones reemplazadas por símbolos y nombres de los circuitos, como baquelita por Bakerloo. En realidad, Beck basó su diagrama en un sistema similar de mapas utilizado por los sistemas de alcantarillado.
Para este fin, él desarrolló un mapa simplificado, consistente en estaciones, segmentos de líneas rectas que las conectaban, y el Río Támesis; las líneas podían correr verticalmente, horizontalmente, o con un ángulo de 45 grados. Para hacer el mapa más claro y enfatizar en las conexiones, Beck diferenció entre las estaciones ordinarias (marcadas con "ticks") y las de intercambio (marcadas con rombos). El Metro inicialmente fue escéptico con su propuesta, y tentativamente iba a ser presentado al público en un panfleto en 1933. Inmediatamente se hizo popular, y desde ese entonces el Metro utiliza mapas topológicos para ilustrar la red.
A pesar de la complejidad de diseñar el mapa, a Beck se le pagaron solo cinco guineas por el trabajo. Luego de este éxito inicial, él continuó diseñando los mapas del Metro hasta 1960, siendo la única excepción una edición de 1939 diseñada por Hans Scherger. Durante ese tiempo, así como aparecían nuevas líneas y estaciones, Beck continuamente alteraba el diseño, por ejemplo cambiando el símbolo de las estaciones de intercambio de un rombo a un círculo, así como también alterando los colores de las líneas - la Central Line de naranja a rojo, y la Bakerloo Line de rojo a café. El último diseño de Beck, en 1960, entrega los fundamentos de los mapas actuales del Metro.

### Después de Beck
En 1960, Beck tuvo desencuentros con el encargado de publicidad del Metro, Harold Hutchinson. Hutchinson, no siendo un diseñador en sí, dibujó su propia versión del mapa del Metro en 1960; quitó las esquinas suavizadas del diseño de Beck, las líneas fueron menos rectas y creó algunas áreas altamente contraídas (principalmente, alrededor de la Estación de Liverpool Street). Sin embargo, Hutchinson también introdujo los símbolos de intercambio (círculos solo para el Metro, cuadrados para intercambios con el British Rail) que eran negros y permitían muchas líneas a través de ellas, en oposición a Beck que usaba un círculo para cada línea en un intercambio, coloreadas de acuerdo a la línea correspondiente.
En 1964, el diseño del mapa fue tomado por Paul Garbutt, que al igual que Beck diseñó el mapa en su tiempo libre debido a su desacuerdo con el diseño de ese entonces. El mapa de Garbutt restituyó las curvas en el diagrama, pero mantuvo los círculos negros de intercambio (pero los cuadrados fueron reemplazados por círculos con un punto dentro). Garbutt continuó produciendo los mapas del Metro por al menos otros 20 años - los mapas del Metro de Londres dejaron de llevar el nombre del diseñador en 1986, al mismo tiempo que los elementos del mapa dan una idea del mapa actual. Hoy, el mapa muestra la leyenda "Este diagrama es una evolución del diseño original concebido en 1931 por Harry Beck" en la esquina inferior derecha.

### En la actualidad
El mapa ha sufrido varias alteraciones a lo largo del tiempo. Los diseños recientes han incorporado los cambios a la red, tales como el Docklands Light Railway y la extensión de la Jubilee Line. Además, desde 2002 se agregaron las zonas tarifarias, para ayudar a los pasajeros a calcular el costo de un viaje. El mapa actual, sin duda alguna, está inspirado en el diseño de Beck.
A pesar de que han existido demasiadas versiones del mapa a través de los años, la percepción de los usuarios es que el actual mapa es una versión actualizada de la versión de 1930. Beck también dibujó otras versiones del mapa, como una creada para los Juegos Olímpicos de 1948, que finalmente no salió a la luz.

## Aspectos técnicos
Los diseñadores del mapa han sorteado una variedad de problemas en la disposición de la información lo más claramente posible y tiene a veces diferentes soluciones adoptadas.

### Color de las líneas
La tabla muestra el cambiante uso de colores desde el primer mapa de Beck. Los colores actuales están tomados de la guía de Estándares de Color de Transport for London (TfL), la cual define los colores exactos y también un nombre del color que es particular para TfL. Los primeros mapas estaban limitados por el número de colores disponibles con que se podía imprimir. Las mejoras en la impresión en colores ha reducido este problema y la identificación de las nuevas líneas no ha sido un gran problema.
| Línea                                        | Color actual (Nombre de TfL)    | Historia |
| -------------------------------------------- | ------------------------------- | --- |
| Bakerloo                                     | Corporate Brown                 | |
| Central                                      | Corporate Red                   | |
| Circle                                       | Corporate Yellow                | Originalmente parte de las Metropolitan y District Lines, verde (borde negro) desde 1948, amarillo (borde negro) 1951-1987                          |
| District                                     | Corporate Green                 | |
| East London                                  | Underground Orange              | Originalmente blanco (borde grueso rojo), parte de la Metropolitan Line (verde, luego púrpura) hasta 1970, blanco (borde grueso púrpura) hasta 1990 |
| Hammersmith & City                           | Underground Pink                | Parte de la Metropolitan Line hasta 1990 |
| Jubilee                                      | Corporate Grey                  | La sección de Baker Street a Stanmore originalmente era parte de la Bakerloo Line.                                                                  |
| Metropolitan                                 | Corporate Magenta               | En los años 30 y 40 las District y Metropolitan Lines se mostraban combinadas, en verde                                                             |
| Northern                                     | Corporate Black                 | |
| Piccadilly                                   | Corporate Blue                  | |
| Victoria                                     | Corporate Light Blue            | |
| Waterloo & City                              | Corporate Turquoise             | Parte del British Rail hasta 1994, blanco (borde negro)                                                                                             |
| Tramlink (no se muestra en el mapa estándar) | Trams Green (línea con cuentas) | |
| Docklands Light Railway                      | DLR Turquoise (banda doble)     | Blanco (borde grueso azul oscuro) hasta 1994 |
| London Overground                            | Orange (banda doble)            | Varios componentes eran anteriormente mostrados en los colores de Network Rail, East London Line o ninguno.                                         |
| Emirates Air Line                            | Red Pantone 186                 | |
| Thameslink                                   | Pink Pantone 218                | |
| Elizabeth Line                               | Purple Pantone 266              | |